# Lucio Artorio Pio Massimo
Lucio Artorio Pio Massimo (latino: Lucius Artorius Pius Maximus; Efeso, ... – ...; fl. 286-299) è stato un politico romano.
Nativo di Efeso, fu legato della Celesiria (dopo il 1º marzo 286), proconsole d'Asia nel 287/298 e praefectus urbi di Roma nel 298-299.